# Víctor Alcalde
Víctor Alcalde (Callao, 1897-1986) fue un futbolista y entrenador peruano que jugaba de defensa izquierdo en el Club Atlético Chalaco y en el Club Alianza Lima.Luego dirigió a Sport Boys en la década de 1930.Era hermano mayor de Jorge y Teodoro Alcalde, futbolistas del Sport Boys Association. Sus padres fueron el también futbolista Pedro Alcalde Liza y doña Catalina Millos Ferruel.

## Trayectoria
Fue parte del equipo de Club Atlético Chalaco que derrotó a la selección de la Liga Peruana de Fútbol en 1918 ganando el título de campeón nacional. Hizo dupla en la defensa con Claudio Martínez Bodero. También jugó por el Club Alianza Lima ganando el Escudo Dewar en el Campeonato Peruano de Fútbol de 1918 y el Campeonato Peruano de Fútbol de 1919. Se retiró de las canchas en 1928 cuando jugaba por el Club Sportivo Jorge Washington a causa de una grave lesión.
Luego se dedicó a ser director técnico logrando el título de Primera División de 1937 con el Sport Boys Association del Callao. En ese plantel dirigió a sus hermanos menores Jorge Alcalde y Teodoro Alcalde.
Falleció en la mañana del 20 de noviembre de 1986 en su casa ubicada en el Callao. Estuvo casado con Adriana Rubio Estrada (1894-1958) desde el 24 de enero de 1925 hasta que enviudó el 27 de septiembre de 1958.

## Clubes

### Como jugador
| Club                  | País | Año       |
| --------------------- | ---- | --------- |
| Club Alianza Lima     | Perú | 1914      |
| Club Atlético Chalaco | Perú | 1915-1917 |
| Club Alianza Lima     | Perú | 1918-1919 |
| Club Atlético Chalaco | Perú | 1923      |
| Jorge Washington      | Perú | 1928      |

### Como entrenador
| Torneo           | Club                   | País | Año                                  |
| ---------------- | ---------------------- | ---- | ------------------------------------ |
| Primera División | Sport Boys Association | Perú | Campeonato Peruano de Fútbol de 1933 |
| Primera División | Sport Boys Association | Perú | Campeonato Peruano de Fútbol de 1937 |

## Palmarés

### Como jugador
| Título           | Club         | País | Año  |
| ---------------- | ------------ | ---- | ---- |
| Primera División | Alianza Lima | Perú | 1918 |
| Primera División | Alianza Lima | Perú | 1919 |

### Como entrenador
| Título           | Club       | País | Año  |
| ---------------- | ---------- | ---- | ---- |
| Primera División | Sport Boys | Perú | 1937 |